# 理查德·罗杰斯 (音频工程师)
理查德·罗杰斯（英語：Richard Rogers）美国音频工程师。他曾因电影野战排赢得奥斯卡最佳音响效果奖。自1981年起，罗杰斯参与了超过120部电影的制作。

## 部分影视作品
- 野战排 (1986)[1]